# 沖縄県道7号奥武山米須線
沖縄県道7号奥武山米須線（おきなわけんどう7ごう おうのやまこめすせん・主要地方道奥武山米須線）は沖縄県那覇市奥武山町と糸満市米須とを結ぶ主要地方道。

## 概要

### 区間
- 起点：那覇市奥武山町[1]（山下交差点、国道331号）
- 終点：糸満市字米須[1]（米須交差点、国道331号）
- 総延長：18.697km（実延長も同じ）[1]

### 通過自治体
- 那覇市 - 豊見城市 - 糸満市

### 交差する路線・鉄道
- 国道331号（起点・終点）
- 国道332号（起点 - 国道331号に重複）
- 沖縄県道221号那覇内環状線（那覇市山下町）
- 沖縄都市モノレール（ゆいレール）（同・通過のみだが、すぐ近くに奥武山公園駅がある）
- 沖縄県道62号線（那覇市小禄）
- 沖縄県道11号線（豊見城市上田）
- 沖縄県道256号豊見城糸満線（同・2017年3月まで沖縄県道68号線だった）
- 沖縄県道249号東風平豊見城線（同・県道11号と256号に重複）
- 那覇空港自動車道（国道506号）豊見城東道路（豊見城市平良）
  - 豊見城インターチェンジ
- 沖縄県道82号那覇糸満線（糸満市賀数 - バイパス&旧道・同市座波-旧道）
- 沖縄県道134号線（糸満市賀数）
- 沖縄県道77号糸満与那原線（糸満市照屋高嶺入口交差点）
- 沖縄県道250号糸満具志頭線（糸満市新垣）
- 沖縄県道54号線（糸満市真壁）
- 国道507号（終点 - 国道331号に重複）

### 重複される路線
- 沖縄県道82号那覇糸満線（糸満市賀数 - 座波 - 両路線とも旧道）

### 主要施設
- 奥武山公園（那覇市奥武山町）

### 路線バス
- 那覇市 - 豊見城市の区間には那覇バスが主に通っているが、2006年（平成18年）2月20日より浦添市・宜野湾市方面ゆきの琉球バス（現・琉球バス交通）の一部路線が那覇バスターミナルから豊見城市我那覇に延伸され、この区間に乗り入れられた。[要出典]これにより小禄から乗り換えなしで浦添・西原・宜野湾方面に行くことが可能になった。モノレールの最寄り駅は奥武山公園駅で那覇空港へは同駅でモノレールに乗り換えて行くことになる。
- 豊見城市 - 糸満市照屋高嶺入口交差点の区間は那覇糸満線（446番）が通っているが、豊見城市内では豊見城市内一周線（105番）が一部、糸満市賀数 - 照屋では県道134号経由の沖縄バス糸満線がそれぞれ乗り入れている。この区間は1980年代から1990年代前半にかけての道路整備で所々に短絡するミニバイパスが建設された。そのためバイパス完成後はルートもそこに移している（賀数 - 照屋間は座波が兼城地域の中心地であるため旧道を通っている）。[要出典]
- 糸満市照屋交差点以南の区間は南部循環線（107番・108番）が主に通っているが、各集落部を通るため全区間は通っていない。バスの本数も1日4～5本と少ない。

那覇市 - 糸満市照屋間を通る路線
- 9番・小禄石嶺線（那覇バス市内線） 那覇市奥武山 - 小禄交差点
- 11番・安岡宇栄原線（那覇バス市内線） 那覇市山下橋交差点 - 小禄交差点
- 35番・糸満（志多伯）線（沖縄バス） 糸満市賀数県道134号交点 - 照屋高嶺入口（主に旧道区間）
- 55番・牧港線（琉球バス交通） 那覇市奥武山 - 豊見城市豊見城ダイレックス前（小禄 - 豊見城間はバイパス）
- 88番・宜野湾線（琉球バス交通） 那覇市奥武山 - 豊見城市豊見城ダイレックス前（小禄 - 豊見城間はバイパス）
- 98番・琉大（バイパス）線（琉球バス交通） 那覇市奥武山 - 豊見城市豊見城ダイレックス前（小禄 - 豊見城間はバイパス）
- 101番・平和台安謝線（那覇バス） 那覇市山下橋交差点 - 豊見城市上田豊見城交差点
- 105番・豊見城市内一周線（琉球バス交通） 那覇市山下橋交差点 - 豊見城市保栄茂（豊見城市の以下の区間を除く）
  - 豊見城バイパス交点 - 宜保（バイパス交点でバイパスに入り、豊見城ダイレックス前まで通る）
  - 上田交差点 - 平良中央公民館入口交点

（豊見城団地入口交点で豊見城団地に入り、団地周辺を循環したあと同交点に戻り保栄茂へ向かう）
- 200番・糸満おもろまち線（沖縄バス）　糸満市賀数県道134号交点 - 照屋高嶺入口（主に旧道区間）
- 235番・志多伯おもろまち線（沖縄バス） 糸満市賀数県道134号交点 - 照屋高嶺入口（主に旧道区間）
- 446番・那覇糸満線（那覇バス） 那覇市奥武山 - 糸満市照屋高嶺入口
（小禄 - 豊見城・賀数 - 照屋は旧道区間を通る。豊見城団地・武富ハイツ経由は豊見城市高嶺豊見城団地入口 - 糸満市賀数南山病院前交差点は通らない）

かつては旧国道331号経由の糸満（高良・小禄）線も通っていたが、モノレール開通による路線再編で廃止された。
糸満市照屋以南を通る路線（いずれも琉球バス交通）
- 81番・西崎向陽高校線 糸満市照屋高嶺入口 - 新垣交差点（大里の一部区間を除く）
- 107番・南部循環（真壁廻り）線 糸満市照屋高嶺入口→新垣交差点（大里の一部区間を除く）・真壁→米須
- 108番・南部循環（喜屋武廻り）線 糸満市米須→真壁・新垣交差点→照屋高嶺入口交差点（大里の一部区間を除く）

## 歴史
- 1953年 - 琉球政府道7号線として指定され、うち小禄 - 照屋間はのちに軍道となる。[要出典]
- 1972年 - 5月 本土復帰と同時に一般県道7号線となる。[要出典]
- 1993年 - 県道7号線が現路線名をつけて同じ路線番号のまま主要地方道に昇格した。[要出典]

## 特徴
- 急速な都市化で交通量が増大し、道路拡幅工事や改良工事がよく行われている。那覇市小禄 - 豊見城市宜保間ではバイパスまたは4車線化（バイパスと並行している部分では2車線のまま）。豊見城市宜保 - 糸満市照屋間では改良工事で現道と旧道の目立つ箇所が多い（旧道の多くは野放し状態）、この区間は2車線だが3車線分の広さを確保している。しかし沿線はサトウキビ畑か家が所々あるだけで車線を増やす予定は今のところない。現在は糸満市照屋 - 終点の区間が所々拡幅工事が行われている。
- 2003年（平成15年）に那覇空港自動車道豊見城IC開通[要出典]で、同自動車道方面から那覇空港へ向かう車で同IC - 豊見城市宜保間の交通量が増大していたが、豊見城・名嘉地ICが2008年（平成20年）に暫定開通し[2]、幾分は緩和された。
- 最近まで豊見城市 - 糸満市街間の旧国道331号（現在の県道256号）は2車線で交通量が多かったため、那覇から糸満市摩文仁の平和祈念公園へ向かうときはこの路線がよく利用されたが、現在の国道331号である沖縄西海岸道路豊見城道路・糸満道路全線開通後は国道のほうに移りつつある（奥武山 - 平和祈念公園の距離は国道経由よりも当県道経由のほうが若干短い）。路線バスは那覇 - 糸満照屋間は比較的多いものの、照屋以南は途切れの区間となるため1日4～5本と少ない。
- 交通量が多くなり道路整備が本格化された1980年頃から全区間で駐車禁止の規制が敷かれていたが[要出典]、2006年（平成18年）の駐車監視員制度導入に伴う駐車違反の厳格化を機に、その後糸満市内の区間では一部区間を除き駐車違反の影響が及ばないためか駐車禁止規制が解除されている。

## ギャラリー

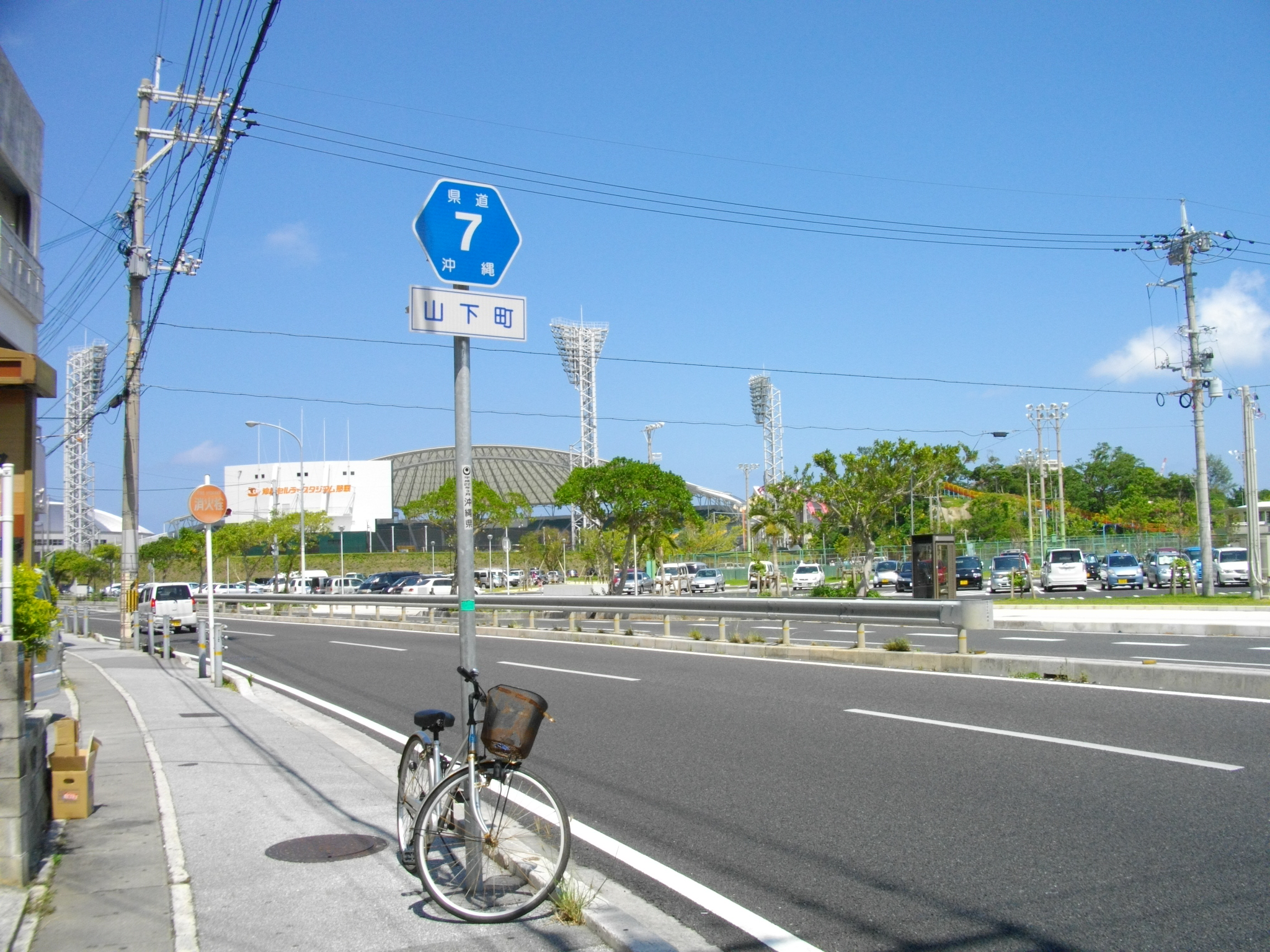
沖縄県道7号線（那覇市山下町）
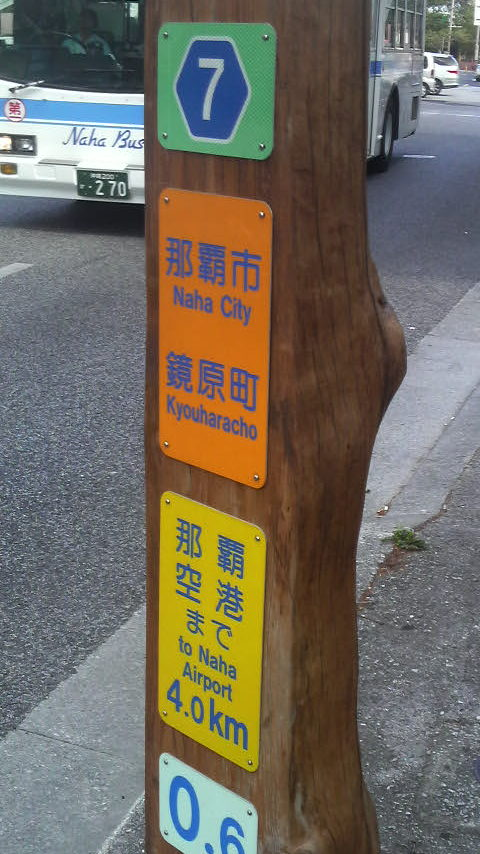
沖縄県道7号線 0.6キロポスト